# Fondation pour la revitalisation des traditions locales en matière de santé
La Fondation pour la revitalisation des traditions locales en matière de santé (FRLHT en anglais) est un organisme public enregistré et une société caritative. Elle a commencé ses activités en 1993 sous la direction de Sam Pitroda et Anant Darshan Shankar . Le ministère indien de la Science et de la Technologie reconnaît la FRLHT comme une organisation scientifique et de recherche. Le Ministère de l'Environnement et des Forêts a désigné la FRLHT comme étant le Centre national d'excellence pour les plantes médicinales et les savoirs traditionnels.
La fondation prévoit de « revitaliser l'héritage médical du patrimoine indien » grâce à l'utilisation créative des sciences traditionnelles de la santé  pour améliorer la qualité des soins de santé dans les zones rurales et urbaines de l'Inde et dans le reste du monde. La mission déclarée de la fondation est de démontrer la pertinence contemporaine de l'héritage médical du patrimoine indien en concevant et en mettant en œuvre des programmes innovants dont la taille et l'échelle auront un impact sociétal.

## Objectifs fondamentaux
L'objectif de la fondation est de tirer pleinement parti de la richesse et de la diversité des connaissances médicales de l'Inde.

## Prix et reconnaissances
L'organisation a reçu le prix Norman Borlaug en 1998, le prix de l'Initiative Équateur des Nations Unies en 2002 et le prix de l'Université Columbia du Rosenthal Center de l'Université de Columbia et du Collège des médecins et chirurgiens de New York en 2003. Le directeur de l'institution, M. Anant Darshan Shankar, a été honoré par le gouvernement indien en 2011 en recevant le prix Padma Shri.